# Испанская пятнистая макрель
Испанская пятнистая макрель (лат. Scomberomorus maculatus) — вид лучепёрых рыб семейства скумбриевых. Обитают в субтропических водах северо-западной и центрально-западной части Атлантического океана между 44° с. ш. и 19° ю. ш. и между 97° з. д. и 64° з. д. Океанодромные рыбы, встречаются на глубине до 35 м. Максимальная длина тела 91 см. Ценная промысловая рыба. 

## Ареал
Испанская пятнистая макрель обитает у атлантического побережья США от Кейп-Код до Майами, и в Мексиканском заливе от Флориды до Юкатана. Эти эпипелагические неретические рыбы держатся на глубине до 35 м. Иногда заплывают в эстуарии рек. Совершают сезонные миграции вдоль побережья. С повышением температуры воды (февраль-июль) они уплывают на север к берегам Род Айленда и в залив Наррагансет. Зиму они проводят в водах Флориды. Также наблюдаются косяки, которые ранней весной отправляются на запад, достигая в конце марта берегов Техаса. Миграции с юга на север и обратно протекают в августе-ноябре и марте-апреле, соответственно.       

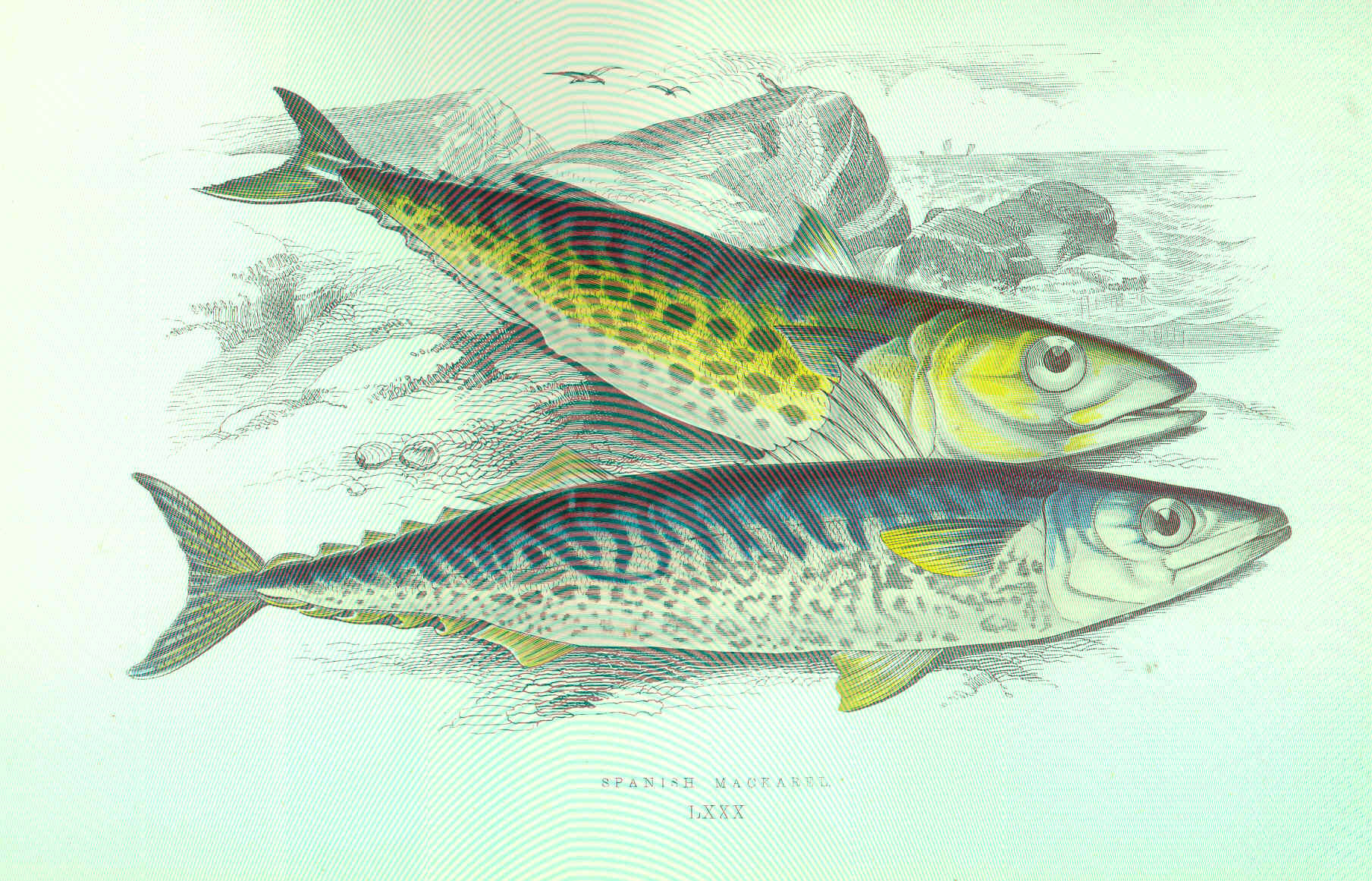
Старинное изображение (1877) испанской пятнистой макрели

## Описание
У испанских пятнистых макрелей удлинённое веретеновидное тело, тонкий хвостовой стебель с простым килем. Голова короткая. Длина рыла короче оставшейся длины головы. Имеются едва различимые сошниковые и нёбные зубы. Верхнечелюстная кость не спрятана под предглазничную. 2 спинных плавника разделены небольшим промежутком. Боковая линия не волнистая, плавно изгибается под вторым спинным плавником. Брюшные плавники маленькие.  Брюшной межплавниковый отросток маленький и раздвоенный. Зубы на языке отсутствуют. Первый спинной плавник очень длинный. Зубы ланцетовидные. Плавательный пузырь отсутствует. Грудные плавники с вырезкой на заднем крае. Количество жаберных тычинок на первой жаберной дуге 10—16. Позвонков 51—53. В первом спинном плавнике 17—19 колючих лучей, во втором спинном и в анальном плавниках 17—20 мягких лучей. Позади второго спинного и анального плавников пролегает ряд из 7—9 и 7—10 соответственно более мелких плавничков, помогающих избегать образования водоворотов при быстром движении.  Грудные плавники образованы 20—23 лучами.
Спина голубовато-зелёная. Бока серебристые, с тремя рядами округлых пятен коричневого цвета. Брюхо серо-зелёное, отливает металлом. Максимальная зарегистрированная длина 91 см, а масса 5,9 кг.

## Биология
Пелагическая стайная рыба, держится в основном в прибрежных водах.  
Нерест происходит с апреля по сентябрь над шельфом. Икра пелагическая. Личинки попадаются в поверхностном слое воды при температуре 19,6—29,8° C и солёности 28,3—37,4 ‰. Самки растут быстрее самцов, достигают половой зрелости при длине 25—37 см (самцы 28—34 см). Продолжительность жизни в Мексиканском заливе оценивается в 9 лет, а в Атлантике в 11 лет. Продолжительность поколения около 4 лет.    
Испанская пятнистая макрель питается в основном мелкими рыбами (сельдями и анчоусами), а также креветками и кальмарами. Наиболее существенную долю рациона молодых особей составляют анчоусы. 

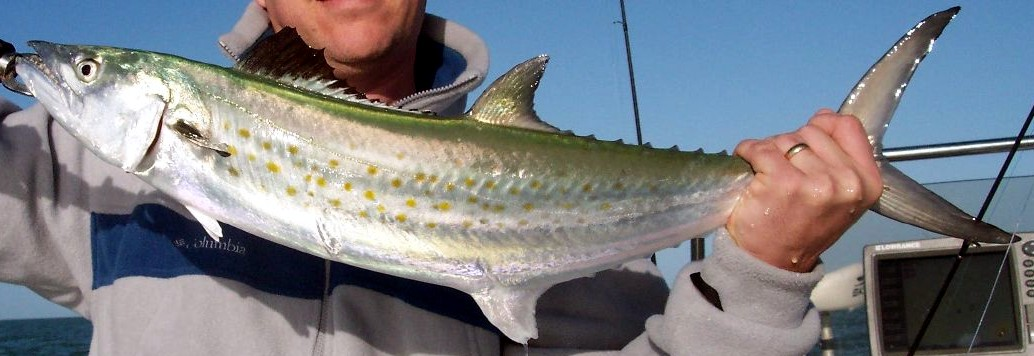
Испанская пятнистая макрель — желанный трофей для рыбака

## Взаимодействие с человеком
Ценная промысловая рыба. Объект любительской рыбалки. Мясо белого цвета, вкусное. Коммерческий промысел ведётся кошельковыми неводами, жаберными сетями и удебными средствами. В водах Флориды жаберными сетями добывают в основном рыб 30—65 см, тогда как более мелкие особи (21—69 см) чаще попадаются на крючок. Испанская пятнистая макрель поступает на рынок в основном в свежем, мороженом и копчёном виде. Международный союз охраны природы присвоил виду охранный статус «Вызывающий наименьшие опасения».